# Sergei Poddubny
Sergei Anatolyevich Poddubny (Osinniki, regió de Kemerovo, 1 d'octubre, 1968) [ 1 ]  - diputat de la Duma Estatal de la sisena convocatòria . Membre del partit polític "Rússia Unida". Vicepresident del Comitè de Cultura Física, Esports i Joventut de la Duma Estatal [ 2 ] . Honorable Mestre d'Esports en tennis de taula [ 1 ] , guanyador i premiat dels Campionats del Món, d'Europa i de Rússia de tennis taula entre discapacitats [ 1 ] . Membre del Front Popular de tot Rússia . Membre de la Societat de persones amb discapacitat de tota Rússia [ 3 ] .